# 日本人初!宇宙へ
日本人初!宇宙へ（にほんじんはつ!うちゅうへ）は、1990年（平成2年）にTBS（TBSテレビの前身）が行った「TBS宇宙プロジェクト」に関連したテレビとラジオの特別番組。

## 概要
TBSは、創立40周年 事業として宇宙にジャーナリストを送る「宇宙特派員計画」を企画。1989年3月に、TBSがソビエト連邦宇宙総局（グラブコスモス、ソビエト連邦崩壊後もロシア宇宙庁→ロシア航空宇宙局→ロシア連邦宇宙局→ロスコスモスの傘下として存続）に1400万米ドル（約20億円）を支払い、宇宙飛行士搭乗に関する協定を締結した。宇宙特派員は、社内選考（各部署や関連会社からの推薦を受けた162名が語学、医学、体力検査を実施）からTBS記者の秋山豊寛、TBS社員の菊地涼子が選出され、ソ連（当時）での宇宙飛行士訓練を経て、1990年12月2日に秋山が搭乗した宇宙船ソユーズTM-11をカザフスタンのバイコヌール宇宙基地から打ち上げた。秋山は日本人初、またジャーナリストとしても初の宇宙に行った宇宙飛行士となった。秋山は、同年12月10日にソユーズTM-10により地球に帰還した。
同局では、一連のこの様子を「TBS宇宙プロジェクト『日本人初!宇宙へ』」と題し、打ち上げから宇宙ステーションミールでの滞在を経て、地球帰還までの間と、帰還後の総集編をTBSテレビ・ラジオ双方で連日放送した。この特番では司会を務めるTBSアナウンサーの肩書に「番組パイロット」（男性アナ）、「パーサー」（女性アナ）の名称を使用した。また、「船長」を筑紫哲也が務めた。また、秋山が搭乗するソユーズの真下に相当する世界各地の都市からリポートを届ける「地球特派員」を三雲孝江が担当した。バイコヌール宇宙基地からのソユーズTM-11の打ち上げと、同年12月10日にソユーズTM-10によりカザフスタンのアルカリク地方に帰還する際には長時間にわたる特別番組を組み、全て生放送で伝えた。ミールとのドッキング後は、秋山は乗組員兼ジャーナリストとして宇宙生活をリポートした。宇宙実験では、日本から持ち込んだカエルを無重力環境に置くとどうなるか、扇子で扇いで移動できるかといったことや、また自らが被験者となり睡眠実験などの試みがなされた。ソ連製の味付けが濃い宇宙食に悩まされたり、宇宙酔いに襲われ食事がままならなかったことや、顔がパンパンにむくんだ状態なども報告した。
テレビ中継では、1990年12月2日、宇宙船が打ち上げられた17時台（JST、以下同じ）の占拠率は44.5%（ビデオリサーチ・関東地区調べ。以下同じ）、軌道に乗った17時23分の瞬間視聴率は36.2%を記録した。

## 出演者
- 松下賢次
- 木場弘子
- 福島弓子
- 筑紫哲也
- 三雲孝江
- 逸見政孝
- 江川卓
- 加藤茶（ザ・ドリフターズ）
- 和田アキ子
- 毛利衛[3]

## エピソード等
- 秋山が搭乗するソユーズTM-11が周回軌道に乗った後、生中継でツープ（ソ連宇宙飛行管制センター）にいた松永邦久（当時TBSアナウンサー）からの呼びかけに対して、「これ、本番ですか？」という第一声を発したことはよく知られている。帰還後、上梓した自身の著書の中で、第一声は「宇宙は混沌としています」と発しようと考えていたが、実は宇宙は混沌とはしておらず、生中継に備えてツープにいるTBSスタッフとの確認で交信を行った直後に割り込んできた形となった松永からの呼びかけに、打ち合わせが続いているものと思い込んで発した「これ、本番ですか？」は、放送人としてはもっともらしい第一声だったのではないだろうか、とのちに振り返っている。
- ソユーズTM-11は、打ち上げ後、ミールとドッキングする直前に日本の上空が飛行ルートに当たったことから、ドッキングに備えてランデブー飛行するミールとソユーズを、日本各地から肉眼で見ることができた。地上は既に暗くなりつつあるものの、上空のミールとソユーズは、日没直後の時間帯で、軌道上で太陽光を多く反射する好条件が揃ったために良く見えた。
- コスモノートホテルでの食事では和食が振舞われていたこともある。
- 訓練中に秋山の妻が陣中見舞いに訪れたことがある。

## テーマソング
- SAVE OUR SHIP （作詞・作曲 : 松任谷由実）

魂を船になぞらえたスケールの大きい歌詞と激しく上下するメロディが特徴的。曲前後の交信SEやクラシック風の間奏など、随所に趣向を凝らしたアレンジが施されている。TBS系「ロシアの風・宇宙の風・ユーミン」（この打ち上げを取材した紀行番組）テーマソングであり、同宇宙プロジェクトのテーマソングとなった。松任谷は、バイコヌール宇宙基地や「星の街」（訓練センター等がある場所）を訪れている。アルバム「天国のドア」に収録。

## 協賛
- 大塚製薬 - 秋山が着用した宇宙服には「ポカリスエット」と書かれていた
- ソニー - テレビカメラを提供
- ユニ・チャーム
- ミノルタ - カメラを提供
- 朝日ソーラー
- 同和火災海上 - 宇宙飛行士専用の保険を提供
- 第一興商
- アメリカン・エキスプレス
- サンスター

ロケットには協賛スポンサーのうち大塚製薬、ソニー、ユニチャームの社名ロゴがペイントされていた。
また、宇宙服には大塚製薬(「ポカリスエット」名義)、ミノルタ、ソニー、ユニチャームの4社が記されていた。
クルーらが滞在するホテルや送迎のバスにも記されていた。